# Mattoon (Illinois)
Mattoon ist eine Stadt mit 16.870 Einwohnern (Stand: Volkszählung 2020) im Coles County in Illinois (USA). Gemäß dem United States Census Bureau hat die Stadt eine Fläche von 24,0 km², alles Landfläche.

## Geografie
Mattoon liegt 43 km nördlich von Effingham, 83 km westlich von Terre Haute, 71 km südlich von Champaign, 64 km südöstlich von Decatur und 184 km nordöstlich von St. Louis in deren Ballungsraum.
Südwestlich der Stadt wurde der Oberlauf des Little Wabash River zu den Seen Lake Paradise und Lake Mattoon angestaut.
Ebenfalls südlich der Stadt befindet sich die Endmoräne eines Gletschers der Wisconsin-Eiszeit. Während die Moräne ein Alter von ungefähr 10.000 Jahren hat, ist das Land nach Süden ungefähr 100.000 Jahre alt. Das kleine Ölfeld im Süden der Moräne wird auch der eiszeitlichen Aktivität zugeschrieben: Das Gewicht des Gletschers im Norden schuf Spalten im Untergrund und Öl sammelte sich an diesen Spalten.

## Geschichte
Erste Siedler aus dem Süden lebten in den bewaldeten Gebieten am Oberlauf des Little Wabash River im Südwesten der heutigen Stadt. Sie misstrauten der Prärie, die sie für die Quelle von Fiebern hielten.
Die Geschichte von Mattoon ist eng verbunden mit der Geschichte der Eisenbahn in der Region. 1853 stellten Vermesser der Illinois Central Railroad und der Terre Haute and Alton Railroad fest, dass sich die beiden Strecken im Gebiet von Mattoon treffen werden, dadurch kam es zu einer explosionsartigen Zunahme von Investitionen und Landspekulationen. Die beiden Gesellschaften lieferten sich aus der Überlegung heraus, dass diejenigen, die als erste an der Kreuzungsstelle ankämen, nicht für die Unterhaltung dieser aufzukommen hätten, einen Wettlauf zum Treffpunkt. Die örtlichen Siedler markierten die zum Verkauf stehenden Grundstücke mit Absteckpfählen (englisch peg), und so wurde der Ort ursprünglich Pegtown genannt.
1861 wurde die Stadt offiziell nach William B. Mattoon benannt, dem Chefingenieur der Terre Haute and Alton Railroad. Der Grund für diese Ehre ist unklar, einige sagen, dass er die Namensrechte gewann, weil seine Mannschaft den Wettlauf für sich entschied. Andere sagen, dass er andere Anwärter in einem Kartenspiel schlug, oder dass die Einwohner von Pegtown hofften, dass der wohlhabende Mattoon in der Stadt investieren würde, wenn sie diese nach ihm benennen. Mit der Kombination aus ausgezeichneter Infrastruktur und den bemerkenswert fruchtbaren Prärie-Böden wuchs Mattoon sehr schnell. Zu Beginn des 20. Jahrhunderts begünstigten das Bevölkerungswachstum und der Anschluss an das Schienennetz die Industrialisierung der Stadt.
In der Nacht vor der Lincoln-Douglas-Debatte am 18. September 1858 auf dem Coles-County-Festplatz übernachteten Lincoln und Douglas im nahegelegenen Mattoon. Am 17. Juni 1861 erhielt General Ulysses S. Grant mit der Übernahme des Kommandos über die 21st Illinois Infantry in Mattoon seinen ersten Posten während des Amerikanischen Bürgerkrieges.
1865 gründeten Amische-Kolonisten im Norden, in der Nähe von Arthur, eine Gemeinschaft. Amische-Farmen und von Pferden gezogene Buggys sind heute keine ungewöhnlichen Ansichten im nördlichen Teil von Mattoon.
In den 1890er Jahren führte Mattoon eine erfolgreiche Kampagne, die für das östliche Illinois vorgeschlagene Universität im Coles County anzusiedeln. Zum Leidwesen der Bürger wurde jedoch stattdessen das benachbarte Charleston als Standort der zukünftigen Eastern Illinois University ausgewählt.
Am 26. Mai 1917 wurde die Stadt durch einen Tornado verwüstet, der 101 Menschenleben forderte.
Die Entdeckung von Erdölvorkommen 1940 in der unmittelbaren Umgebung von Mattoon führte zu einem kleinen „Ölboom“ während der 1940er und 1950er Jahre und brachte wirtschaftliche Vorteile mit sich. Die Ölförderung ist weiterhin ein wichtiger Wirtschaftszweig. 1966 wurde südlich der Stadt das Lake Land College errichtet. Die Bildungseinrichtung bietet den Erwerb von Graden für unmittelbare Beschäftigung und Vorhochschulbildung an.
Mattoon war im späten 19. und frühen 20. Jahrhundert Zuhause mehrerer Mannschaften der Minor League Baseball. Das letzte Stadion, mit einer Kapazität von etwa 2000 Sitzen, wurde gegen Ende der 1950er Jahre abgerissen, aber die Stadt hält eine starke Baseball-Tradition aufrecht, sie verfügt noch über eine Junior-Liga und war Gastgeber vieler Junior-Liga- und World-Series-Veranstaltungen.

## Wirtschaft und Infrastruktur
Als traditioneller Produktionsstandort steht Mattoon durch den Verlust mehrerer Großbetriebe während der letzten zwei Jahrzehnte vor großen Herausforderungen. Mattoon ist zurzeit eine von vier Städten, die sich als Standort des FutureGen-Nullemissionskraftwerks des US-amerikanischen Energieministeriums bewerben.
Das Verkehrswesen ist noch ein wichtiger Bestandteil der lokalen Wirtschaft. Am östlichen Stadtrand von Mattoon verläuft die Autobahn Interstate 57. Die Gesellschaft für den nationalen Personenzugverkehr, Amtrak, betreibt die in der Innenstadt gelegene Bahnstation von Mattoon, über die Anschluss an das Eisenbahnnetz besteht.

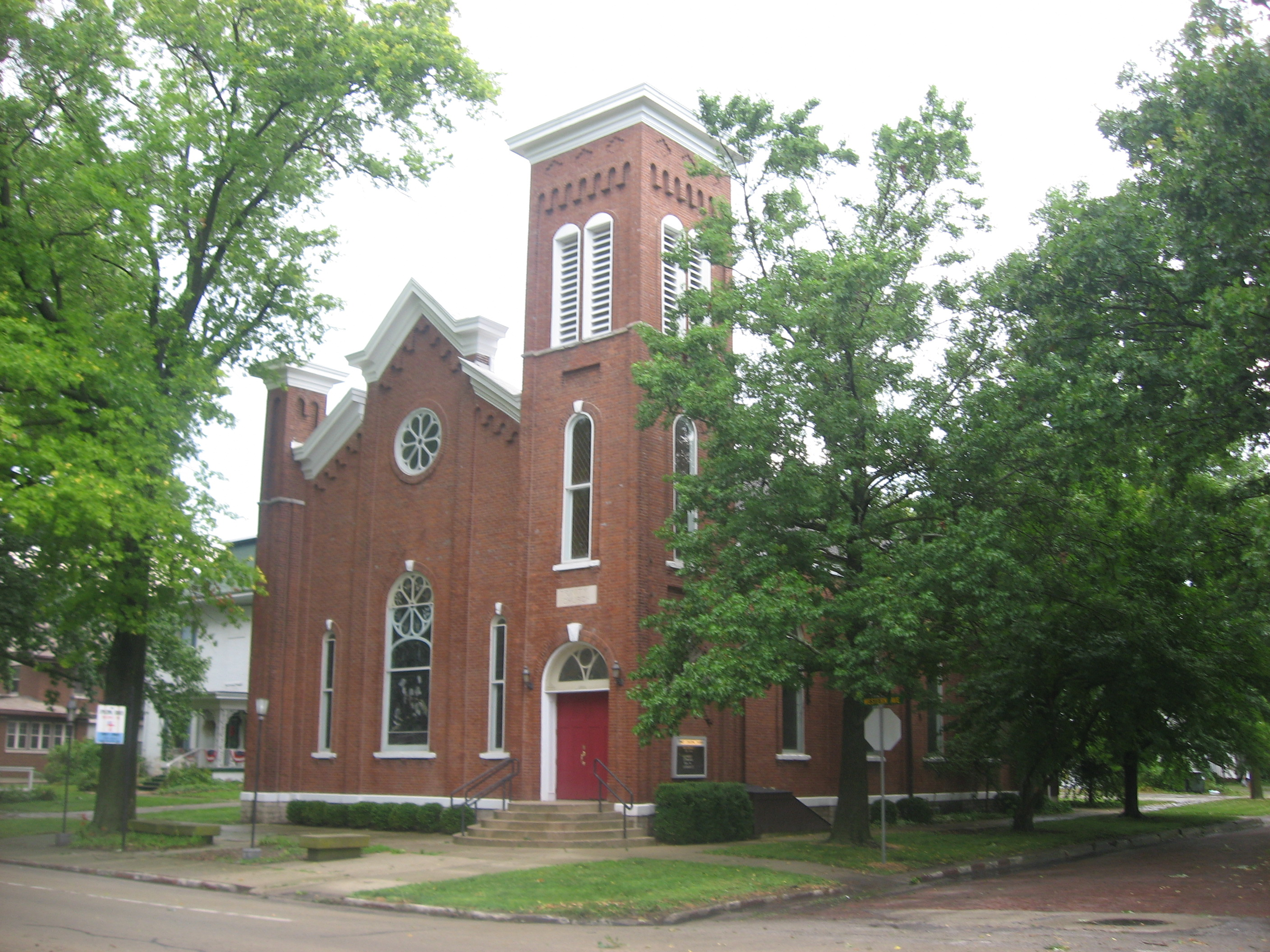
Unity Church aus dem Jahr 1872
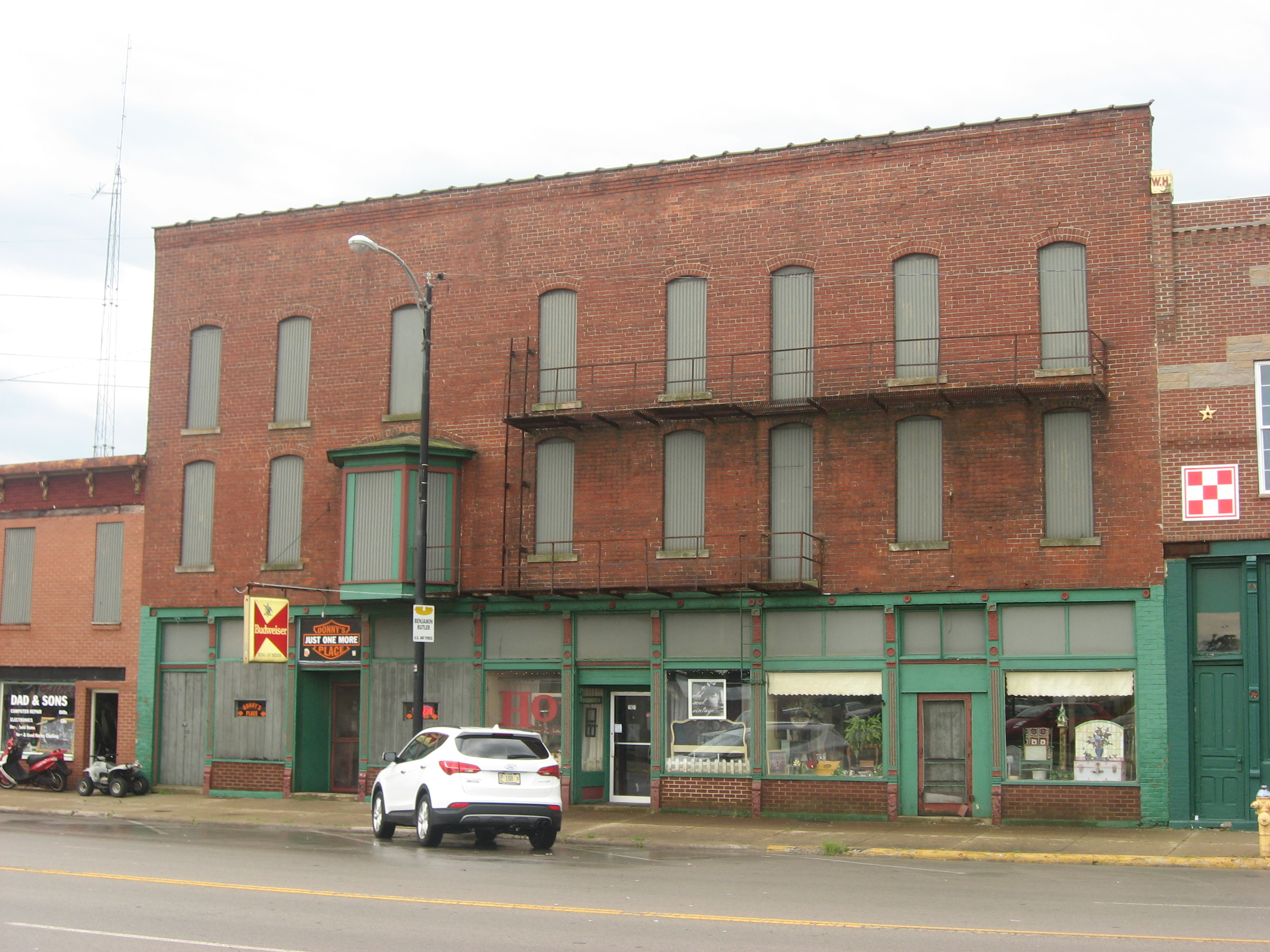
Starr Hotel aus dem Jahr 1888
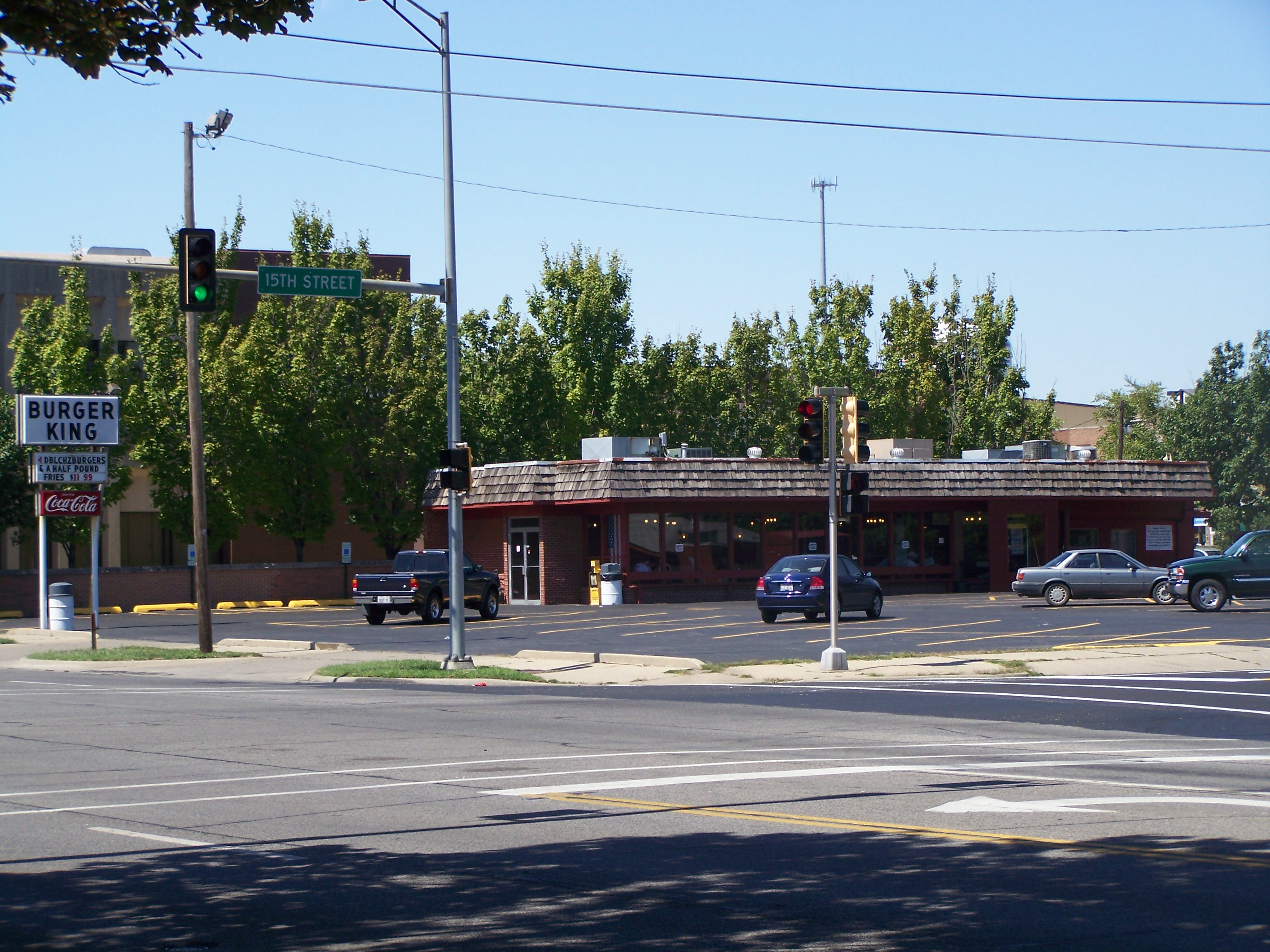
Mattoon (2007)
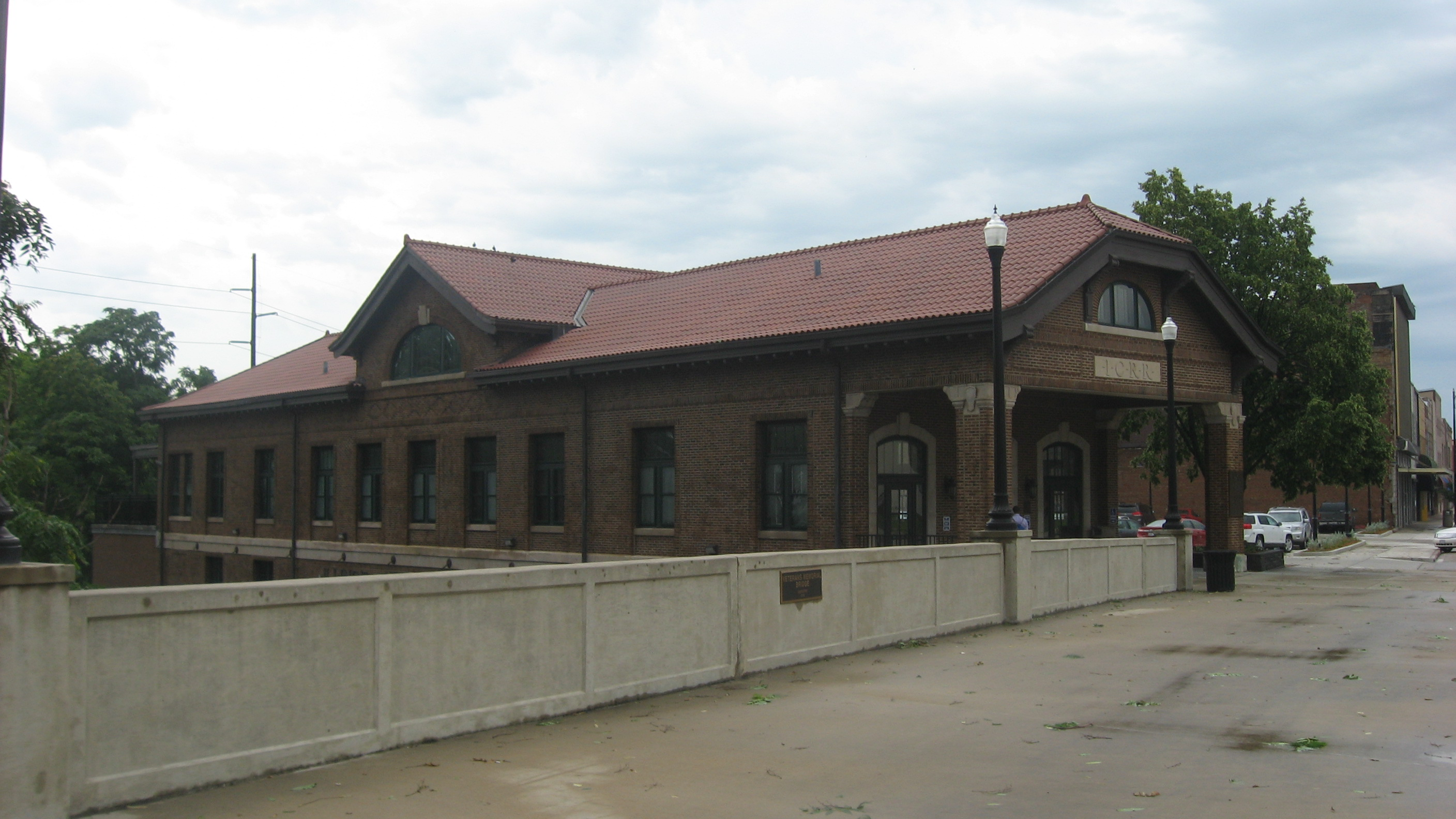
Ehemaliges Illinois Central Railroad Depot (2013)
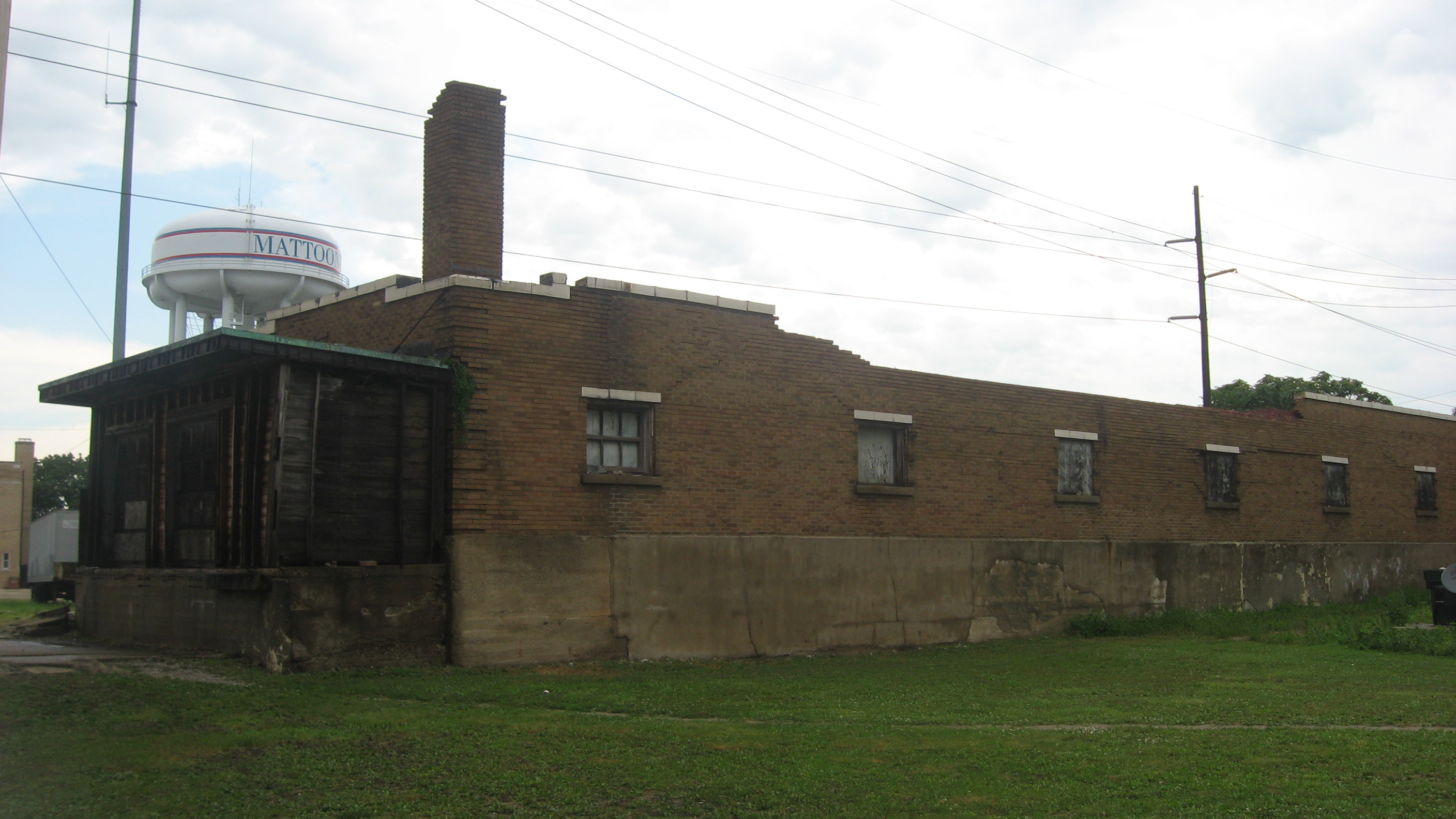
Railway Express Agency Building (2013)

## Persönlichkeiten
In Mattoon geborene Söhne und Töchter der Stadt
- Otis F. Glenn (1879–1959), Politiker, Vertreter von Illinois im US-Senat
- George H. Wilson (1905–1985), Politiker, Vertreter von Oklahoma im US-Repräsentantenhaus

- Frank Allyn Edwards (1908–1967), Journalist, Rundfunksprecher, Autor, Hochschullehrer und Ufologe
- Jackie Moran (1923–1990), Kinder- und Jugendschauspieler
- Patricia Roberts Harris (1924–1985), Diplomatin und Politikerin, Ministerin in der US-Regierung
- William Alfred Cook (1931–2011), Unternehmer
- Joe Knollenberg (1933–2018), Politiker, Vertreter von Michigan im US-Repräsentantenhaus

Mit Mattoon verbunden
- Edward Mills Purcell (1912–1997), Physiker und Nobelpreisträger, besuchte eine öffentliche Schule in Mattoon[3]